# Melanothrix coryna
Melanothrix coryna är en fjärilsart som beskrevs av Swinhoe. Melanothrix coryna ingår i släktet Melanothrix och familjen Eupterotidae. Inga underarter finns listade i Catalogue of Life.